# Pacouria boliviensis
Pacouria boliviensis là một loài thực vật có hoa trong họ La bố ma. Loài này được (Markgr.) A.Chev. mô tả khoa học đầu tiên năm 1948.